# Katastrofa autobusu w Espinar
Katastrofa autobusu miała miejsce 24 grudnia 2009, w Espinar w Peru. W katastrofie zginęło 41 osób, a 22 zostały ranne.
Autobus z około 60 pasażerami na pokładzie jechał z Arequipa do Santo Tomas nieopodal Cuzco. Podróżując górską drogą w Andach wzdłuż autostrady Altoandiana, autobus skręcił z drogi i spadł w 200 metrowy wąwóz. Na miejscu zginęło 40 pasażerów, a 22 zostało rannych. 10 z rannych zostało zabranych do szpitala w Espinar, a 12 do szpitala w Velille. Jeden z rannych zmarł później w szpitalu.